# Axel von Oelreich
Carl Axel Wilhelm von Oelreich, född den 4 juni 1865 i Torshälla landsförsamling, Södermanlands län, död den 29 juli 1938 i Stockholm, var en svensk jurist. Han var son till Charles von Oelreich.
von Oelreich blev student vid Uppsala universitet 1883 och avlade examen till rättegångsverken där 1888. Han blev vice häradshövding 1892, amanuens i Civildepartementet 1894, tillförordnad fiskal i Svea hovrätt 1895, adjungerad ledamot där 1898, ordinarie fiskal 1900 och assessor 1901. von Oelreich var vice auditör vid Södermanlands regemente 1889–1898, ordinarie auditör där 1898–1901, hovrättsråd  i Svea hovrätt 1909–1935, divisionsordförande 1920–1935 och ordförande i Vattenöverdomstolen 1921–1935. Han blev riddare av Nordstjärneorden 1911 och kommendör av andra klassen av samma orden 1923. von Oelreich vilar i sin familjegrav på Norra begravningsplatsen utanför Stockholm.